# Пражкото гробище
„Пражкото гробище“ е исторически роман от Умберто Еко, превърнал се в бестселър още с излизането си на книжния пазар, след което незабавно предизвиква скандал с обвинения към автора в зле прикрит антисемитизъм.

## Сюжет
Внимание:  Текстът по-долу разкрива сюжета на произведението (или части от него)!
По думите на автора единствено главният герой на произведението е измислен като събирателен образ на века – нотариусът Симоне Симонини, който фабрикува фалшиви досиета през ХІХ век. Той произвежда, купува и продава компромати на тайните служби на Франция, Прусия и Русия. Симонини е убеден антисемит, който е разбрал, че на мнозина им е изгодно да обявят за враг някой евреин и да му припишат всевъзможни грехове. Прототипите на всички герои от „Пражкото гробище“ са реални исторически личности.
Книгата свързва в една мъчно доловима и проследима сюжетна нишка много исторически събития, като аферата Драйфус, Парижката комуна, Рисорджименто, войни, революции, заговори, интриги и покушения, залели основно Европа през втората половина на XIX и първата половина на XX век.

## Критика
Романът не се приема еднозначно от критиката, макар че тиражът му бързо се изчерпва.